# Serapias vomeracea
La serapide maggiore (Serapias vomeracea (Burm. f.) Briq., 1910) è una pianta appartenente alla famiglia delle Orchidacee. L'epiteto specifico fa riferimento alla forma a vomere di aratro del labello.

## Descrizione

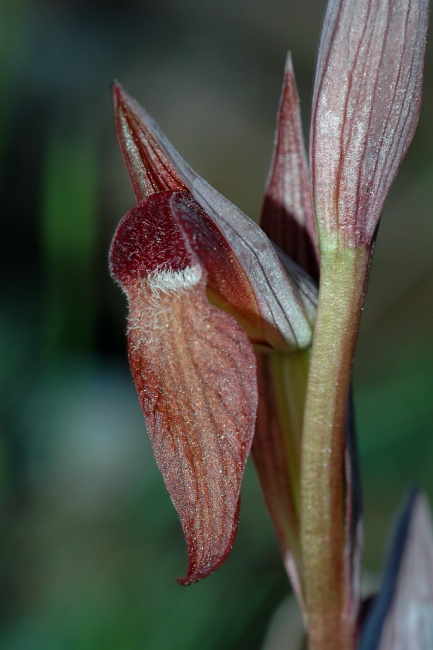
Dettaglio del fiore

È una pianta erbacea geofita bulbosa, con due rizotuberi sotterranei globosi e fusti eretti, di color violaceo-vinoso e di altezza variabile dai 20 ai 60 cm.
Le foglie sono lineari-lanceolate.
L'infiorescenza, lassa e allungata, è composta da pochi fiori distanziati (da 3 a 8), ognuno accompagnato da una lunga brattea violacea.
I fiori sono formati da 2 tepali esterni, lanceolati e saldati a formare un casco tepalico acuto e da 2 tepali interni che vanno a formare una specie di elmo.
Il labello, trilobato e di colore rosso scuro, è privo di sperone; la parte esterna del labello (epichilo) è ripiegata all'indietro con una forma che ricorda il vomere dell'aratro, e misura 17–35 mm di lunghezza per 9–14 mm di larghezza (tra i più grandi del genere Serapias). L'ovario è di colore verde chiaro, il ginostemio rosso scuro, i pollinii gialli.
Periodo di fioritura: da marzo a maggio.

## Distribuzione e habitat
È la specie più diffusa tra le entità del genere Serapias, è distribuita in gran parte delle regioni europee e mediterranee, dalla Spagna sino alla Turchia e a Cipro. In Italia è comune in tutto il territorio, eccetto che in Sardegna e Valle d'Aosta dove è assente.
Si può trovare nei prati assolati e umidi, ai margini di sentieri, negli ambienti cespugliati, dal piano fino a 1200 m di altitudine.

## Tassonomia
La specie appartiene al gruppo Serapias vomeracea (sezione Bilamellaria), che con 18 specie è il raggruppamento più numeroso del genere Serapias; le specie di questo gruppo sono caratterizzate: 
- da una callosità basale del labello nettamente suddivisa in due distinte lamelle
- da petali con base orbiculare

Le specie di questo raggruppamento hanno tutte numero cromosomico 2n=36.

### Sottospecie
Ne sono note 2 sottospecie:
- Serapias vomeracea subsp. vomeracea, a distribuzione eurimediterranea occidentale, si caratterizza per un epichilo più largo (9-14 mm)
- Serapias vomeracea subsp. longipetala (da alcuni autori considerata a livello di varietà), a distribuzione stenomediterranea orientale, con epichilo che non supera gli 8 mm.

### Ibridi
Serapias vomeracea da frequentemente luogo ad ibridi con altre specie di Serapias:
- Serapias × albertii E.G.Camus (1892) (ibrido di S.neglecta × S. vomeracea)
- Serapias × broeckii A.Camus, Rivièra Sci (1926) (S. parviflora × S. vomeracea)
- Serapias × garganica H.Baumann & Künkele, (1989) (S. orientalis × S. vomeracea)
- Serapias × intermedia Forest. ex F.W. Schultz (1851) (S. lingua × S. vomeracea)
- Serapias × kelleri A.Camus (1926) (S. cordigera × S. vomeracea)
- Serapias × watersii  (S. politisii × S. vomeracea subsp. longipetala)[5]

Sono documentati anche diversi ibridi intergenerici con specie del genere Anacamptis:
- × Serapicamptis fontanae (E.G.Camus) H.Kretzschmar, Eccarius & H.Dietr., 2007 (A. morio × S. vomeracea)
- × Serapicamptis garbariorum (Murr) J.M.H.Shaw, 2005 (A. morio × S. vomeracea)
- × Serapicamptis ligustica (E.G.Camus) J.M.H.Shaw, 2005 (A. papilionacea × S. vomeracea)
- × Serapicamptis rousii (Du Puy) J.M.H.Shaw, 2005 (A. laxiflora × S. vomeracea)
- × Serapicamptis tommasinii (A.Kern.) J.M.H.Shaw, 2005 (A. coriophora × S. vomeracea)